# پیر زمان
پیر زمان یک روستا در ایران است که در دهستان سنجبد شمالی واقع شده‌است. پیر زمان ۴۸ نفر جمعیت دارد.شغل اکثر ساکنان این روستا کشاورزی و دامداری می باشد این روستا دارای اب،برق،گاز،تلفن،و سایر خدمات رفاهی میباشد.طبعیت بِکر و اب و هوای کوهستانی این روستا زبان زَد خاص و عام است